# Степанян, Нельсон Георгиевич

Памятник Нельсону Степаняну в Шуше

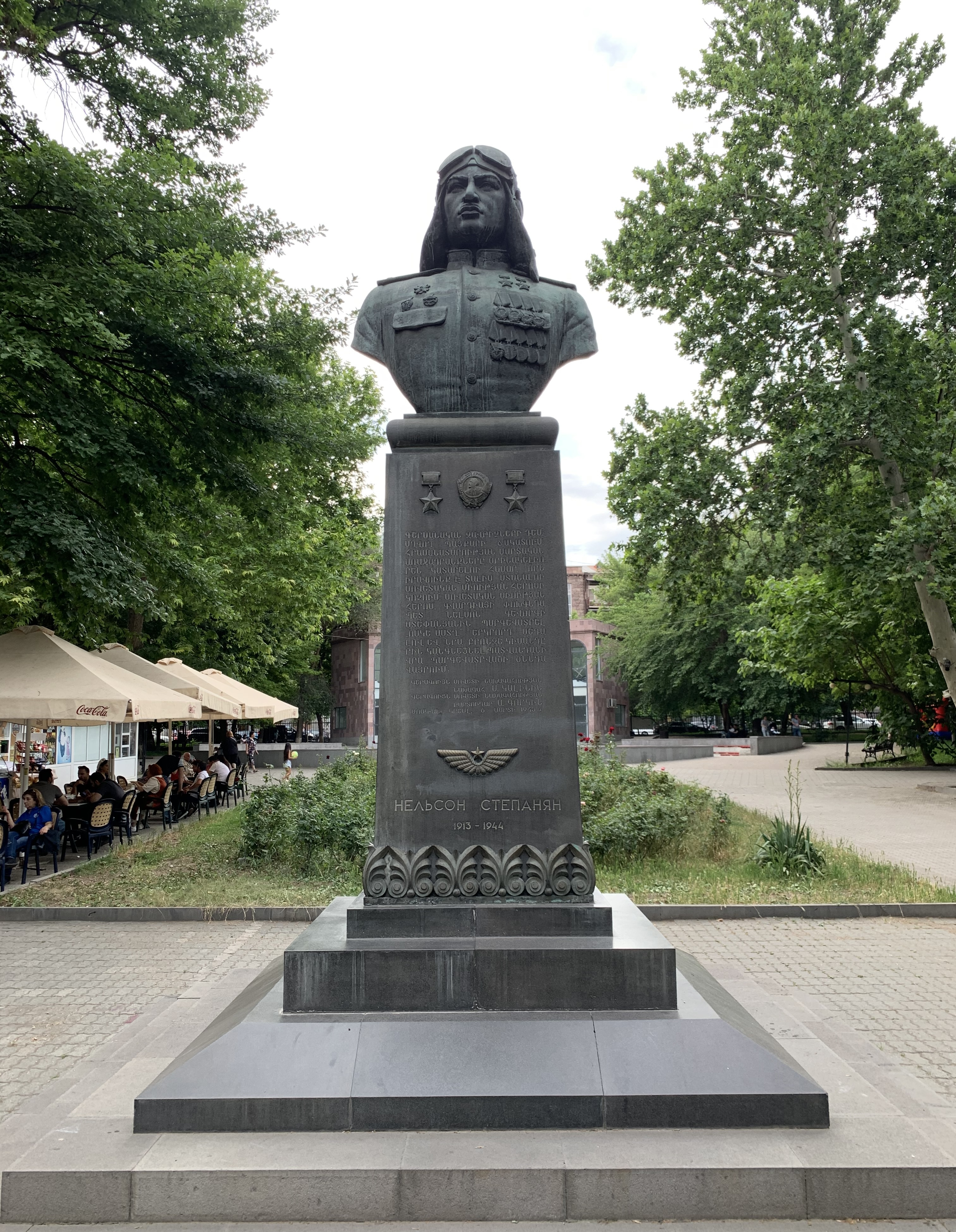
Памятник в Ереване

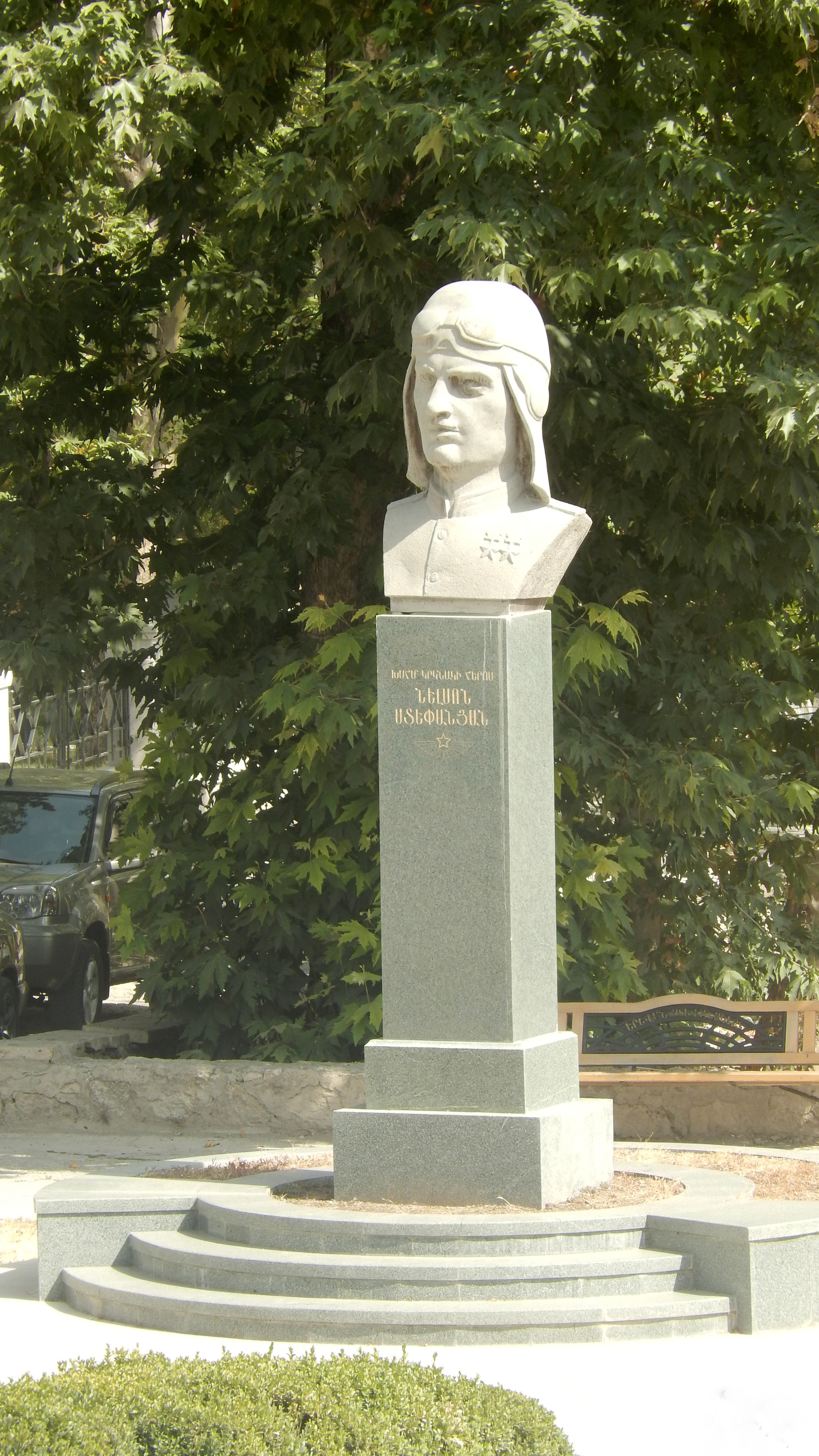
Памятник в Степанакерте

Не́льсон Гео́ргиевич Степаня́н (арм. Նելսոն Գևորգի Ստեփանյան; 15 (28) марта 1913, Шуши — 14 декабря 1944, Лиепая) — советский лётчик штурмовой авиации Военно-Морского флота, дважды Герой Советского Союза (23 октября 1942, 6 марта 1945 года — посмертно). Гвардии подполковник (27.07.1944).

## Биография

### До войны
Родился 15 (28) марта 1913 года в городе Шуша Елизаветпольской губернии в армянской семье. Вскоре, осенью 1913 года, родители Нельсона переехали в Эривань. Там он после окончания Гражданской войны учился в школе-семилетке имени М. Горького (ныне школа имени Шанта), которую окончил в 1927 году. Ещё будучи учеником пятого класса, Нельсон увлёкся авиацией и авиамоделированием, достиг больших успехов и неоднократно участвовал во всесоюзных соревнованиях по авиамоделизму.
После окончания школы в 1927 году работал чернорабочим на стройках в Эривани. В 1928 году Нельсон выехал в Баку и поступил в Закавказскую военно-подготовительную школу, которую он не окончил в связи с её расформированием в 1930 году. Он пошёл работать на нефтеперегонный завод в Баку и работал там слесарем. Одновременно по вечерам и выходным занимался в Бакинской планерной школе Осоавиахима. Там же в 1932 году он вступил в ВКП (б).
С 1933 по 1936 годы Степанян — курсант 1-й Краснознамённой объединённой школы пилотов и авиатехников Гражданского воздушного флота имени П. И. Баранова в Батайске, после окончания которой оставлен пилотом-инструктором. С ноября 1938 года — лётчик-инструктор на Курсах высшей лётной подготовки (КВЛП), которые после закрытия Батайской лётной школы были переведены в город Минеральные Воды. За высокие показатели и большой безаварийный налёт Степанян Н. Г. приказом начальника ГУ ГВФ при СНК СССР генерал-майора авиации В. С. Молокова в 1940 году был награждён нагрудным знаком ГВФ «За налёт 300 000 км».

## Великая Отечественная война

### Черноморский флот
На второй день Великой Отечественной войны младший лейтенант запаса Н. Г. Степанян был призван в ВВС РККФ СССР. Прошёл краткий курс переобучения на штурмовик Ил-2 во 2-м запасном авиационном полку ВВС ВМФ в Ейске. В августе направлен в штурмовую авиацию Черноморского флота, где зачислен лётчиком в состав 46-й штурмовой авиационной эскадрильи. В связи с тяжёлым развитием обстановки на сухопутном фронте эскадрилья работала на поддержку наземных войск Южного фронта. Участвовал в обороне Одессы и в Тираспольско-Мелитопольской оборонительной операции (бои под Полтавой, Запорожьем, Каховкой, Николаевом). Во время 20-го боевого вылета Степанян получил ранение осколком зенитного снаряда — это произошло 24 августа 1941 года. Лечился в госпитале в Харькове.

### Оборона Ленинграда
С сентября 1941 года воевал в составе 57-го штурмового авиаполка ВВС Балтийского флота (с 1 марта 1943 года — 7-й гвардейский штурмовой авиаполк ВВС ВМФ) сначала на должности лётчика, а примерно через месяц был повышен до командира звена. Полк базировался на военном аэродроме «Гражданка» в Ленинграде.
Участник битвы за Ленинград. В октябре 1941 года, когда награды давали очень скупо, Нельсон Степанян получил свою первую награду — орден Красного Знамени.
Командир звена 57-го штурмового авиаполка 8-й авиационной бригады ВВС Балтийского флота младший лейтенант Н.Г. Степанян к концу декабря 1941 года выполнил 58 боевых вылетов: 20 на юге и 38 под Ленинградом. В последних 38 вылетах им уничтожено 8 танков, 3 бронемашины, 88 автомашин, 32 зенитных орудия и 33 зенитных автомата, 10 конных повозок и 8 фургонов, 1 паровоз, 1 склад боеприпасов, 2 цистерны, 4 зенитных пулемёта. Тогда же был представлен к званию Героя Советского Союза, но несколько месяцев соответствующие документы не были согласованы в Москве. В августе 1942 года Военный совет Балтийского флота обратился к народному комиссару ВМФ Н. Г. Кузнецову с вторичной просьбой о присвоении звания Героя Н. Г. Степаняну.
Указом Президиума Верховного Совета СССР от 23 октября 1942 года за образцовое выполнение боевых заданий командования на фронте борьбы с немецкими захватчиками и проявленные при этом отвагу и геройство Н. Г. Степаняну присвоено звание Героя Советского Союза с вручением ордена Ленина и медали «Золотая Звезда».
А пока наградные документы «блуждали» по штабам, война продолжалась. Немецкие войска были окончательно остановлены под Ленинградом, и балтийские морские лётчики вернулись к своей изначальной боевой работе — борьбе с вражеским флотом. 28 мая 1942 года ведущий группы Н. Степанян прямым попаданием отправил на дно Финского залива немецкий транспорт, открыв тем самым счёт своих морских побед. На следующий день, 29 мая, полк разгромил вражеский конвой, потопив 3 транспорта, 1 тральщик и 2 сторожевых катера, с непосредственным участием в атаках на корабли и Н. Степаняна. 15 августа он потопил лично свой второй транспорт.
В ноябре того же года ставший уже капитаном Нельсон Степанян был назначен командиром эскадрильи 57-го штурмового авиационного полка. Под Ленинградом он совершил более 60 боевых вылетов, вместе со своим звеном уничтожил и вывел из строя 8 танков, почти 90 автомашин, более 60 зенитных орудий и пулемётов, множество другой техники.
В мае 1943 года Н. Степанян был отозван с фронта и назначен командиром учебной эскадрильи на Курсах командиров звеньев ВВС ВМФ в Куйбышевской области (в октябре 1943 года курсы преобразованы в Высшие офицерские курсы ВВС ВМФ и переведены в Моздок), где принимал участие в подготовке квалифицированных кадров для авиации флота.

### Крымская операция
После многочисленных рапортов с просьбой о возвращении на фронт в апреле 1944 года майор Степанян назначается командиром 47-го штурмового авиационного полка ВВС Черноморского флота, который под его командованием успешно поддерживал наступавшие силы армии и флота в ходе Крымской стратегической наступательной операции. Командир полка лично водил своих лётчиков на уничтожение немецко-румынских кораблей в Чёрном море. Например, 16 апреля 1944 года группа из 12-ти самолётов Ил-2 во главе с Н. Степаняном потопила у Судака 3 быстроходные десантные баржи, переполненные эвакуирующимися немецкими солдатами. 22 апреля группа из 13-ти штурмовиков под его командованием разгромила морской конвой северо-западнее Севастополя, потопив при этом немецкий транспорт и сторожевой катер, а ещё один транспорт от прямых попаданий авиабомб загорелся. В этом бою самолёт Степаняна получил серьёзные повреждения от зенитного огня, но лётчик благополучно привёл его на свой аэродром.
За время Крымской операции полк Степаняна уничтожил 8 транспортов, 12 быстроходных десантных барж, 9 сторожевых катеров, на которых погибло около 3500 солдат и офицеров противника. За отличные боевые действия при освобождении Крыма и непосредственное участие в освобождении города Феодосия приказом народного комиссара ВМФ СССР № 0373 от 10 мая 1944 года полку присвоено почётное наименование «Феодосийский».

### Балтика
В мае 1944 года после освобождения Крыма вся 11-я штурмовая авиационная дивизия ВВС ВМФ, в том числе и входивший в её состав 47-й штурмовой авиаполк, были переброшены в состав ВВС Балтийского флота. 10 июня полк приступил к боевой работе над Финским заливом. 22 июля за боевые заслуги полк награждён орденом Красного Знамени. Участвовал в Выборгско-Петрозаводской и Прибалтийской наступательных операциях.
С конца октября 1944 года полк под его командованием выполнял боевые задачи по блокаде Курляндской группировки противника. Там 14 декабря 1944 года Нельсон Степанян провел свой последний — 259-й боевой вылет. Как командир полка он возглавил ведущую группу штурмовиков, участвовавших в операции «Арктур» по уничтожению отряда немецких кораблей в порту Лиепаи. К этой операции одновременно было привлечено 165 самолётов из шести полков: 27 пикировщиков Пе-2, 7 топмачтовиков; ударная группа штурмовиков в 50 самолётов Ил-2 (47-го ШАП и 8-го ГШАП). Каждую группу прикрывали соответственно 30, 15 и 36 самолётов истребителей Як-9 и ЛаГГ-3. Штурмовики в составе шести ударных групп имели задачу подавления береговой и корабельной зенитной артиллерии и атаку транспортов противника в аванпорту. Пикировщики должны были уничтожать транспорты в торговой гавани; топмачтовики — транспорты и корабли в аванпорту. Пикировщики однако появились на несколько минут ранее намеченного срока, что позволило немецким летчикам-истребителям, действовавшим в районе Либавы, подготовиться к появлению штурмовиков. Как сказано в отчете 47-го ШАП: «В 14 час 12 мин ведущая группа 4 Ил-2 была атакована двумя парами истребителей противника Fw.190, атаки производились снизу — сбоку и сзади — сверху. После первой же атаки самолет ведущего гвардии подполковника Степаняна Нельсона Георгиевича с воздушным стрелком, штурманом АЭ капитаном Румянцевым Алексеем Георгиевичем, был подбит и со скольжением начал терять высоту, перешёл в пикирование и упал в море в 8-10 км севернее порта Либава, на расстоянии 2 км от берега. Экипаж погиб. Истребители прикрытия атаку заметили поздно, когда самолет ведущего был уже сбит».
В боях Великой Отечественной войны Н. Г. Степанян совершил 259 боевых вылетов; потопил 13 вражеских кораблей и судов: 1 миноносец, 2 сторожевых корабля, 1 тральщик, 2 сторожевых катера, 2 торпедных катера и 5 транспортов, а также несколько кораблей повредил. При боевых действиях над сушей уничтожил 80 танков, 600 автомашин, 40 орудий полевой артиллерии, 60 орудий зенитной артиллерии и 40 установок малой зенитной артиллерии, 27 самолётов (2 бомбардировщика Ju-88 в воздушном бою, 25 самолётов разных типов — на аэродромах), 130 пулемётных точек, 40 железнодорожных вагонов, 1 паровоз, 4 уничтоженные переправы, до 5000 солдат; 80 созданных взрывов, 70 очагов пожаров. За эти подвиги был вторично представлен к званию Героя, однако получить награду при жизни ему было не суждено.
Указом Президиума Верховного Совета СССР от 6 марта 1945 года подполковник Нельсон Георгиевич Степанян был удостоен второй медали Героя Советского Союза (посмертно).
Кенотаф (памятник на символическом захоронении) был установлен после войны на центральном кладбище Лиепаи, самолёт с телом дважды Героя продолжает покоиться на дне Балтийского моря.

## Награды
- Дважды Герой Советского Союза (9.06.1942, 6.03.1945 — посмертно)
- Два ордена Ленина (9.06.1942, 23.10.1942)
- Три ордена Красного Знамени (24.11.1941, 21.10.1942, 26.06.1944)
- Медаль «За оборону Одессы»
- Медаль «За оборону Ленинграда»

## Память
- Памятники Нельсону Степаняну были установлены:
  - в Степанакерте;
  - в Лиепае (после распада СССР перенесён из Лиепаи в Калининград).
- бронзовый бюст в Шуше;
- бюст в Ереване;
- 8 мая 2011 года в Ульяновске был открыт памятник Героям-лётчикам, работавшим в Ульяновском училище гражданской авиации, на стеле которого есть барельеф Н. Г. Степаняна[17];
- 16 сентября 2015 года Правительство Санкт-Петербурга постановило в целях увековечивания памяти установить на Аллее Героев в Московском парке Победы памятник-бюст[18]. Открыт 9 декабря 2021 года[19].

- Именем были названы:
  - улица в Лебяжьем ЛО

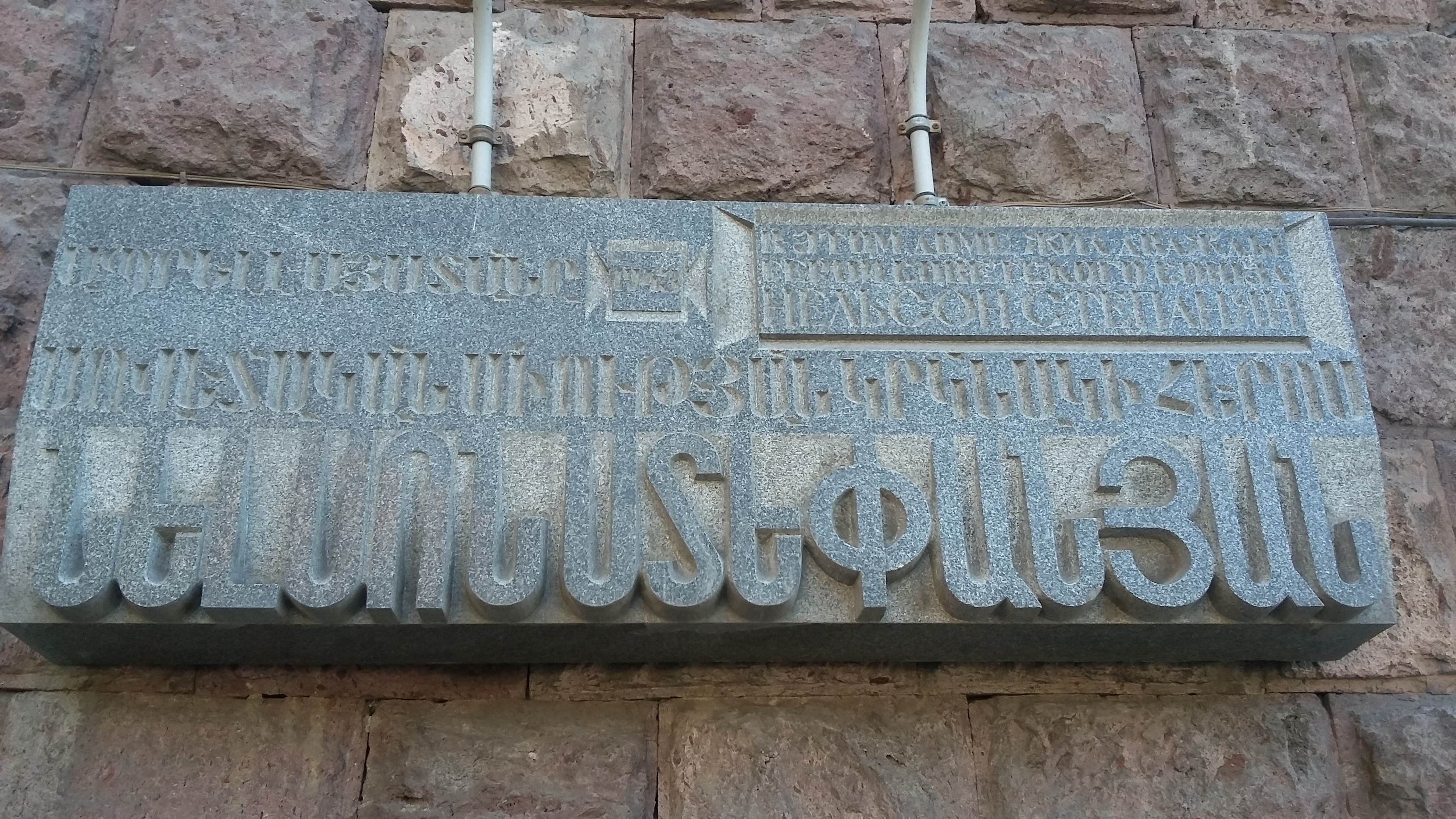
Мемориальная доска в Ереване, проспект Маштоца, 3

  - улица в Севастополе — с 6 мая 1974 года;
  - улица в Ереване;
  - улица в Феодосии;
  - улица в Ванадзоре;
  - школа № 71 в городе Ереван (ул. Анрапетутян);
  - большой морозильный траулер Рижского тралового флота — БМРТ Р-247 «Нельсон Степанян».
- В СССР, Армении и Арцахе выпускались почтовые конверты и марки с изображением лётчика[20].

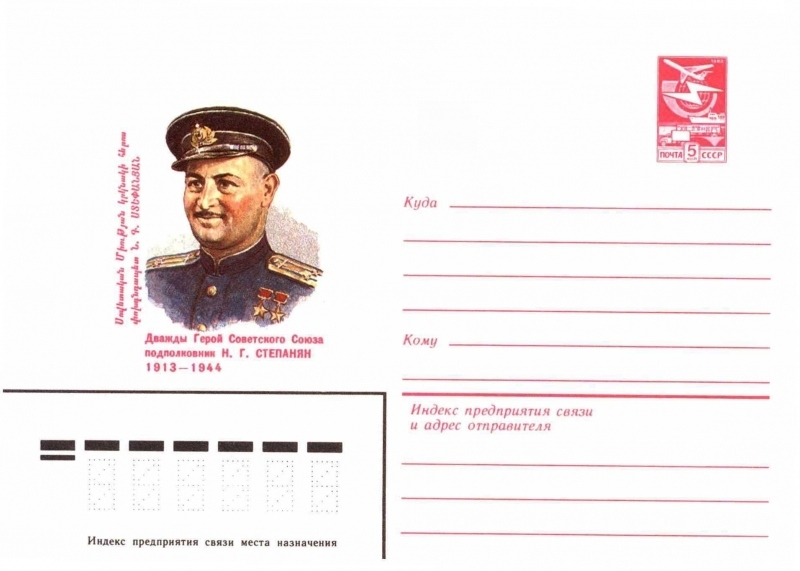
Почтовый конверт СССР
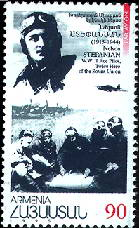
Почтовая марка Армении
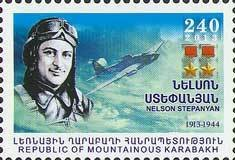
Почтовая марка Арцаха (2013)